# Sentraltind
Sentraltind est un sommet situé dans le massif d'Hurrungane, dans le Jotunheimen, en Norvège. C'est le dixième plus haut sommet du pays et de Scandinavie, culminant à 2 348 m d'altitude. Il est situé sur la crête de Styggedal et Skagastøl, aux côtés de Storen, du Vetle Skagastølstind, du Store Styggedalstind et du Jervvasstind.